# Vidor (TV)
Vidor település Olaszországban, Veneto régióban, Treviso megyében Lakosainak száma 3703 fő (2023. január 1.). Vidor Crocetta del Montello, Farra di Soligo, Moriago della Battaglia, Pederobba és Valdobbiadene községekkel határos.

## Népesség
A település népességének változása:
| Lakosok száma | 3742 | 3687 | 3703 |
|               | 2017 | 2018 | 2023 |